# Interpretatio graeca
Interpretatio graeca ("græsk tolkning") er en latinsk betegnelse for antikke græske forfatteres tendens til at identificere fremmede guddomme med guder fra deres eget græske panteon. Herodot omtaler fx de gamle ægyptiske guder Amon, Osiris og Ptah som ægypternes "Zeus", "Dionysos" og "Hefaistos".
Til grund for denne praksis ligger den idé, at der gives et bestemt sæt "universelle" guder, der blot dyrkes i forskellige skikkelser hos forskellige folkeslag.

## Andre versioner

### Romersk udgave
Interpretatio romana betegnes den tilsvarende romerske udgave, hvor altså ikke-romerske guddome ligestilledes med romerske guder. Denne betegnelse bruges først af Tacitus i hans Germania (kap. 43), hvor han om en hellig lund fortæller: Praesidet sacerdos muliebri ornatu, sed deos interpretatione Romana Castorem Pollucemque memorant ("En præst klædt i kvindeklæder forestår [ritualerne], men i romersk tolkning tilbeder de guderne Castor og Pollux"). Andetsteds i samme værk fortæller han, at germanernes hovedguder var Hercules og Merkur, hvormed han efter alt at dømme sigter til Thor og Odin.
Særligt udbredt var disse praksisser, når det kom til forholdet mellem den romerske og den græske mytologi, som gennem mange års gensidig påvirkning var kommet til at ligne hinanden meget. Her opstod der faste konventioner for "oversættelse" af gudenavne, således at fx Jupiter som en formsag "oversattes" til Zeus – en oplagt parallel, da de pågældende guder i store træk mindede meget om hinanden og sågar havde samme indoeuropæiske ophav. I andre tilfælde skete identifikationen på trods af visse forskelle ud fra centrale ligheder; fx identificeredes den folkekære romerske Mars med den frygtindgydende græske Ares, men beholdt dog sin særegne tilknytning til landbrug og frugtbarhed – områder, som grækerne ikke forbandt med Ares. Som hovedregel ledsagedes en sådan identifikation dog af en vis blanding af de forskellige græske og romerske traditioner til et punkt, hvor det kan være svært at bedømme, hvilke elementer, der er oprindelige og hvilke importerede.
Visse indfødte romerske guder (Di indigetes) som fx Janus og Terminus havde ingen modstykker i græsk mytologi og bevarede således en uafhængig tradition. Tilsvarende fandtes intet romersk modstykke til den græske Dionysos, der derfor blev indlemmet i romersk religion uden at identificeres med nogen eksisterende romersk guddom.

### Germansk version
Der findes også en række forekomster af en tilsvarende interpretatio germanica, hvor oftest romerske guder hos germanske folkeslag tolkes som medlemmer af det germanske panteon. Et særdeles prominent eksempel på dette er f.eks. ugedagenes navne, der beror på en sådan "germansk tolkning" af de tilsvarende romerske navne.

## Oversigt
Nedenstående tabel giver en oversigt over bevidnede sammentolkninger af hovedguder i de antikke mytologier.
| Græsk             | Græsk (translittereret) | Romersk       |
| ----------------- | ----------------------- | ------------- |
| Ἀφροδίτη          | Afrodítē                | Venus         |
| Απόλλων / Φοίβος  | Apóllōn / Foíbos        | Apollo        |
| Ἄρης              | Árēs                    | Mars          |
| Ἄρτεμις           | Ártemis                 | Diana         |
| Ἀθηνᾶ             | Athēnā̂                  | Minerva       |
| Δημήτηρ           | Dēmḗtēr                 | Ceres         |
| Διώνυσος / Βάκχος | Diṓnysos / Bakkhós      | Bacchus       |
| Ἠώς               | Ēṓs                     | Aurora        |
| Ἔρως              | Érōs                    | Cupido / Amor |
| Ἔρις              | Éris                    | Eris          |
| Γαῖα              | Gaîa                    | Tellus        |
| Ἅιδης             | Háidēs (Hades)          | Pluto         |
| Ἥφαιστος          | Hḗphaistos              | Vulcanus      |
| Ἥρα               | Hḗra                    | Iuno          |
| Ἡρακλῆς           | Hēraklē̂s                | Hercules      |
| Ἑρμῆς             | Hermē̂s                  | Mercurius     |
| Ἑστία             | Hestía                  | Vesta         |
| Πάν               | Pán                     | Faunus        |
| Περσεφόνη         | Persefónē               | Proserpina    |
| Φώσφορος          | Fṓsforos                | Lucifer       |
| Ποσειδῶν          | Poseidō̂n                | Neptunus      |
| Κρόνος            | Krónos                  | Saturnus      |
| Σελήνη            | Selḗnē                  | Luna          |
| Ζεύς              | Zeús                    | Iupiter       |